# Porfiriusz (filozof)

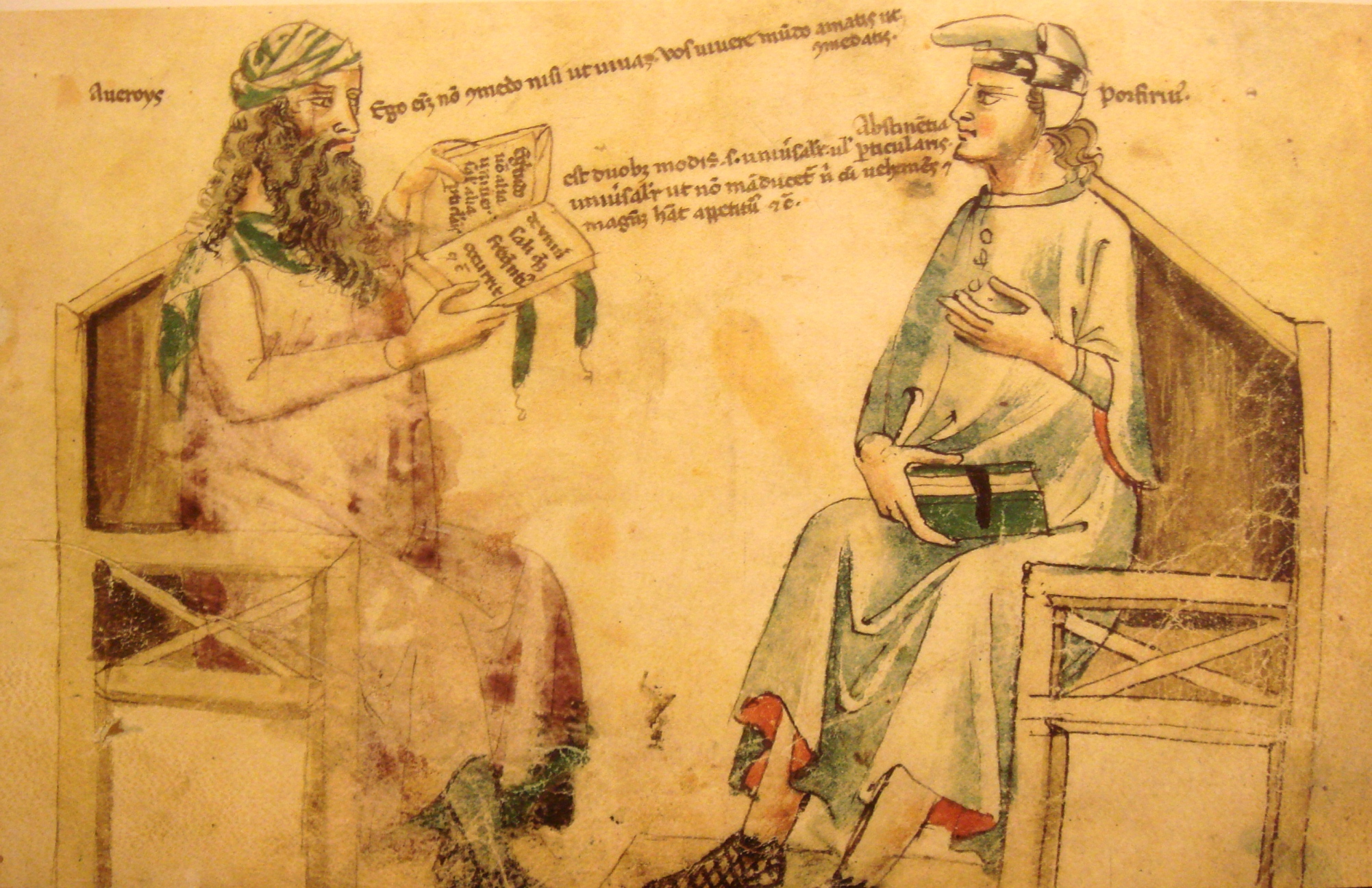
Wyimaginowana debata pomiędzy Porfiriuszem a Awerroesem. Obraz Monfredo de Monte Imperiali, XIV wiek.

Porfiriusz (gr. Πορφύριος, Porphyrios; ur. około roku 234, zm. 304 lub 305) – antyczny filozof neoplatoński, matematyk i astrolog. Komentator Platona, Arystotelesa i Euklidesa. Zredagował słynne Enneady Plotyna, a napisany przez niego zbiór komentarzy do Kategorii Arystotelesa, znany jako Isagoge, był najważniejszym tekstem logicznym w średniowieczu.

## Studia i twórczość
Urodził się w Tyrze lub w Batanei (rzymska prowincja Syria). W Cezarei poznał poglądy Orygenesa. W Atenach, u Kasjusza Longinusa, studiował gramatykę i retorykę. Jego syryjskie imię Malchus („król”) było przez Greków tłumaczone na Basileus, ostatecznie za sprawą Longinusa przyjęło skromniejszą formę – Porfiriusz (gr. Πορφύριος – purpurowy, kolor szat cesarskich). W roku 262 wyjechał do Rzymu, dokąd przyciągnęła go sława Plotyna. Nie rozumiejąc początkowo pewnych aspektów jego nauki, zarzucił liczącemu wówczas prawie sześćdziesiąt lat filozofowi fałszywość twierdzenia, że umysłowych przedmiotów nie ma na zewnątrz umysłu. Gdy po dwukrotnym pisemnym tłumaczeniu zrozumiał wreszcie, że rację ma Plotyn, odczytał publicznie odwołanie swych poglądów. Wkrótce stał się najzdolniejszym uczniem Plotyna i do jego zadań należała redakcja językowa pism nauczyciela. Po sześciu latach pracy Porfiriusz podupadł na zdrowiu i za radą Plotyna wyjechał na Sycylię. W tym czasie w Rzymie doszło do zaburzeń, Plotyn wyjechał na wieś, gdzie wkrótce zmarł. Porfiriusz nie odwiedził mistrza, ale otrzymał od niego ostatnie rozprawy. Do Rzymu powrócił dopiero po roku 270. Zyskał sławę znakomitego filozofa.
Najważniejszym wkładem Porfiriusza do filozofii są jego Introductio in Praedicamenta, wstęp do Kategorii Arystotelesa. Przetłumaczone przez Boecjusza na łacinę jako Isagoga były podstawowym podręcznikiem na średniowiecznych uniwersytetach i przyczyniły się do rozwoju badań w dziedzinie logiki i sporu o uniwersalia. Przedstawiona przez Porfiriusza metoda drzewa, czyli przedstawienie zależności rodzajów i gatunków w formie drzewa jest podstawą współczesnej taksonomii.
Był zaciekłym przeciwnikiem chrześcijaństwa i obrońcą religii pogańskich. Z 15 ksiąg jego dzieła Adversus Christianos (Przeciw chrześcijanom) zachowały się jedynie fragmenty. Polemizował z nim między innymi Euzebiusz z Cezarei, ale wraz ze spaleniem dzieła w roku 448 zaginęły też wszystkie pisma oponentów Porfiriusza.
Porfiriusz pisał również dużo o astronomii, religii, teorii muzyki, komentował Euklidesa, jest też autorem biografii swego mistrza, Plotyna. Znany jest także jego Żywot Pitagorasa, jednak wartość historyczna tego dzieła jest wątpliwa. Z innych zachowanych pism dowiadujemy się o szczegółach wielu obrzędów religijnych tamtego okresu. Porfiriusz słynął przede wszystkim z umiejętności przekazywania i objaśniania dorobku innych ludzi. Niektórzy badacze stwierdzają wprost, że w całej jego spuściźnie nie ma choćby jednej myśli, czy obrazu, o którym można z całą odpowiedzialnością powiedzieć, że są jego własnego autorstwa.
Najwybitniejszym uczniem Porfiriusza był Jamblich, założyciel szkoły syryjskiej neoplatonizmu.

## Pisma
Najważniejsze listy jego pism podają: tzw. Księga Suda, Abū al-Faradż Muhammad ibn Iszāk an-Nadīm w Kitāb al-Fihrist oraz 'Alī ibn Jūsuf al-Kifti w Kitāb Ikhbār al-'Ulamā' bi Akhbār al-Ḥukamā. Katalog jego pism (zachowanych w całości lub we fragmentach) liczy 77 tytułów, m.in. (według: W. Smith Dictionary of Greek and Roman Biography and Mythology, 1870):
- 1. Πυθαγορου βιος [łac. Vita Pythagorae, pol. Żywot Pitagorasa. 1993.]
- 2. Περι Πλωτινου βιου και τες ταξεως των βιβλιων αυτου [łac. Vita Plotini, pol. O życiu Plotyna oraz o układzie jego ksiąg. 1959.]
- 3. Περι αποχης των εμψυχων.
- 4. Προς 'Ανεβω τον Αιγυπτιον.
- 5. Προς τα νοητα αφορμαι.
- 6. 'Оμηρικα ζητηματα.
- 7. Περι του εν 'Οδυσσεια των Νυμφων αντρου [łac. De antro nympharum, pol. Grota nimf. 2006.]
- 8. Περι Στυγος.
- 9. Εισαγωγη [Περι των πεντε φωνων] [łac. Isagoge sive quinque voces (Introductio in Praedicamenta), pol. Isagoga (Wstęp do Kategorii Arystotelesa). 1973.]
- 10. Komentarz do Organonu Arystotelesa.
- 11. Komentarz do Περι φυσικης ακροασεως Arystotelesa.
- 12. Komentarz do Harmonii Ptolemeusza.
- 13. Περι προσωδιας.
- 14. Scholia do Iliady Homera.
- 15. Komentarz do Etyki Arystotelesa.
- 16. O filozofii Platona.
- 17. Προς Μαρκελλαν [łac. Ad Marcellam, pol. List do Marcelli. 2006.]
- 18. Περι της εκ λογιων φιλοσοφιας.
- 19. Niektórzy przypisują mu Wprowadzenie do Tetrabibliosu Ptolemeusza (czasem jest ono przypisywane Antiochowi).
- 19a. Przypisuje się mu także pismo επιτομος διηγησις εις τας καθ' 'Ομηρου πλανας του 'Οδυσσεωε (autorstwa Nicefora Gregorasa).
- 20. Περι αγαλματων.
- 21. Περι ανοδου ψυχης.
- 22. Περι του μιαν ειναι την Πλατωνος και 'Αριστοτελους αιρεσιν.
- 23. Komentarz do Περι ερμηνειας Arystotelesa.
- 24. Προς 'Αριστοτελην, περι του ειμαι την ψυχην εντελεχειαν.
- 25. 'Εξηγεδις των κατηγοριων.
- 26. Περι αρχων.
- 27. Περι ασωματων.
- 28. Περι του γνωθι σεαυτον.
- 29. Γραμματικαι αποριαι.
- 30. Odpowiedź na apologię Alcybiadesa w Uczcie Platona.
- 31. 'Επιγραμματα.
- 32. Περι του εφ' ημιν.
- 33. Traktat przeciwko pismu przypisywanemu Zoroastrowi.
- 34. Περι θειων ονοματων.
- 35. Εις το Θεοφραστου περι καταφασεως και αποφασεως.
- 36. Εις το Θουκυδιδου προοιμιον, προς 'Αριστειδην.
- 37. Περι ιδεων, προς Λογγινον.
- 38. 'Ο ιερος γαμος.
- 39. Εις την του 'Ιουλιανου.
- 40. Εις την Μινουκιανου τεχνην.
- 41. 'О προς Νημερτιον λογος.
- 42. 'Οτι εξω του νου υφεστηκε το νοημα.
- 43. Περι της 'Ομηρου φιλοσοφιας.
- 44. Περι της εξ 'Ομηρου ωφελειας των βασιλεων.
- 45. Περι παραλελειμμενων τω ποιητη ονοματων.
- 46. Περι των κατα Πινδαρον του Νειλου πηγων.
- 47. Komentarze do kilku pism Plotyna.
- 48. Εις τον Σοφιστην του Πλατωνος.
- 49. Συμμικτα ζητηματα.
- 50. Τα εις τον Τιμαιον υπομνηματα.
- 51. Περι υλης.
- 52. Φιλολογος ιστορια.
- 53. Φιλοσοφος ιστορια.
- 54. Περι ψυχης.
- 55. Περι των ψυχης δυναμεων.
- 56. Κατα Χριστανων [łac. Adversus [Contra] christianos, pol. Przeciw chrześcijanom. 2006.]

## Polskie tłumaczenia pism Porfiriusza
- Porfiriusz: O życiu Plotyna oraz o układzie jego ksiąg. W: Plotyn: Enneady. 1959.
- Porfiriusz: Isagoga (Wstęp do Kategorii Arystotelesa). W: Arystoteles: Kategorie i Hermeneutyka. 1975.
- Porfiriusz: Żywot Pitagorasa. W: Porfiriusz, Jamblich, Anonim: Żywoty Pitagorasa. 1993.
- Porfiriusz, Grota nimf, Piotr Ashwin-Siejkowski (tłum.), WAM, 2006. Brak numerów stron w książce
- Porfiriusz, Przeciw chrześcijanom, Piotr Ashwin-Siejkowski (tłum.), WAM, 2006. Brak numerów stron w książce (Uwaga: zawiera tekst, tłumaczenie i komentarz fragmentów zachowanych w piśmie Apokritikos Makarego z Magnezji).
- Porfiriusz, List do Marcelli, Piotr Ashwin-Siejkowski (tłum.), WAM, 2006. Brak numerów stron w książce
- Porfiriusz, O wegetarianizmie, Ewa Osek (tłum.), Sub Lupa, 2018. Brak numerów stron w książce